# Габайдуллина, Алина Дамировна
Алина Дамировна Габайдуллина (род. 23 июля 1997) — российская футболистка, вратарь казанского клуба «Мирас».

## Биография
Воспитанница ДЮСШ Вахитовского района (Казань). Во взрослом футболе много лет выступала за казанские клубы первого дивизиона России — «СДЮСШОР-14» и «Мирас». Также участвовала в студенческих соревнованиях в составе КНИТУ-КХТИ, дважды становилась бронзовым призёром всероссийских соревнований.
В 2017 году в составе «Мираса» участвовала в финальном турнире чемпионата России по пляжному футболу, её команда заняла седьмое место среди 8 участников.
В 2021 году присоединилась к вновь созданному клубу «Рубин» (Казань), проводившему дебютный сезон в высшей лиге России. В первом сезоне сыграла один матч — 20 ноября 2021 года в игре против клуба «Рязань-ВДВ» (1:5) на 76-й минуте заменила Ольгу Несветаеву.
В сезоне 2022 заняла должность администратора в молодёжной женской команде. В сезоне 2023 перешла в основную женскую команду на должность и. о. начальника команды.
Лучший вратарь Первой лиги 2024 в составе «Мирас-КНИТУ».